# Ilha de Jurubaíba
A Ilha de Jurubaíba é uma das mais de 40 ilhas da Baía de Guanabara, localizada no Município do Rio de Janeiro. Apesar de pertencer à capital fluminense, encontra-se próxima ao Município de São Gonçalo, estando separada deste por uma distância de apenas 4 km.
A ilha é formada por duas ilhotas unidas por um banco de areia. Por conta de sua proximidade com São Gonçalo, é frequentemente visitada por moradores da região.
A Ilha de Jurubaíba é tombada pelo patrimônio cultural municipal e faz parte da Área de Proteção do Ambiente Cultural (APAC) da Ilha de Paquetá.

### Fiscalização e desafios ambientais
A Justiça Federal determinou que a Prefeitura do Rio de Janeiro fiscalize ocupações irregulares nas ilhas da Baía de Guanabara, incluindo a Ilha de Jurubaíba. A decisão é resultado de uma ação civil pública movida pelo Ministério Público Federal (MPF), que apontou a existência de mais de 60 construções irregulares na ilha, um bem da União.
Uma vistoria realizada em 2017 pelo município identificou despejo de esgoto in natura, falta de saneamento básico e acúmulo de lixo em toda a extensão da Ilha de Jurubaíba. Segundo o procurador da república Jaime Mitropoulos, a ilha recebe visitas frequentes de turistas e moradores e foi cenário para os filmes "Onde a Terra Acaba" (1933) e "O Trapalhão na Ilha do Tesouro"(1974).
Além dos desafios ambientais e urbanos, a Ilha de Jurubaíba e outras ilhas da Baía de Guanabara, como a Ilha do Sol, Tapuamas de Fora e Itaoquinha, são frequentemente utilizadas como esconderijo por traficantes do Complexo do Salgueiro, em São Gonçalo, especialmente durante operações policiais na comunidade.